# Affaire Kébé
Pour les articles homonymes, voir Kébé.
L'affaire Kébé a vu le jour le 14 septembre 2007 lors d'un match de la 7e journée de Ligue 2 opposant le FC Libourne-Saint-Seurin au SC Bastia au Stade Jean-Antoine-Moueix, remporté par les Bastiais sur le score de 4-2.
Lors de ce match un joueur du FC Libourne-Saint-Seurin, Boubacar Kébé fut expulsé pour un doigt d'honneur envers les supporters corses regroupés au sein de l'espace visiteur du stade. Le lendemain, il déclara avoir été victime d'insultes racistes, une plainte contre X est alors déposée.
Dès lors, les médias s'emparèrent de l'affaire, sans attendre les résultats de l'enquête. Le 17 septembre 2007, Philippe Buisson, élu socialiste de la ville de Libourne, adressa une lettre à Frédéric Thiriez, président de la Ligue de football professionnel, afin de réclamer des sanctions contre le SC Bastia. Il soutient en effet avoir personnellement assisté aux insultes. Il est à signaler que la tribune d'honneur est située à l'opposé de l'espace visiteur.
Le 16 octobre 2007, à la suite de cette affaire, la commission de discipline de la Ligue de football professionnel décida de retirer un point au SC Bastia – une première dans l'histoire du football français concernant la lutte contre le racisme. Les arguments utilisés pour justifier cette condamnation furent les propos du joueur, ceux de l'arbitre assistant ainsi que les « antécédents » du club bastiais lors de l'affaire Pascal Chimbonda bien que la plainte déposée par la Fédération française de football et le SC Bastia fut classée sans suite. La commission d'appel confirma la sanction.
Le 22 février 2008, le FC Libourne-Saint-Seurin se déplaça au Stade Armand-Cesari pour le match retour. Boubacar Kébé se déclara blessé et fut donc absent du voyage en Corse. Mais des supporters bastiais déployèrent deux banderoles mentionnant « Kébé on n'est pas raciste, la preuve on t'encule », en réaction aux accusations portées contre leur club. Une nouvelle fois, les médias crièrent au racisme et même à l'homophobie.
À la suite de cette nouvelle affaire, la Ligue décida d'enquêter et condamna le SC Bastia à un match à huis clos. Le président de la LFP, Frédéric Thiriez décida immédiatement de faire appel de sa propre commission, jugeant la mesure peu sévère. La commission supérieure de la Fédération française de football ajouta, le 25 avril 2008, un retrait de deux points au classement. Dans le même temps, elle annula la sanction d'un point au FC Metz lors de l'affaire Abdeslam Ouaddou alors même que le racisme d'un spectateur était avéré.
Le club bastiais, n'acceptant pas la sanction, réagit à travers son président du directoire, Pierre-Paul Antonetti, qui dans un communiqué demanda la démission de Frédéric Thiriez, tout comme son coordinateur sportif Joseph Bonavita.
L'affaire fut portée devant la justice et le 20 novembre 2008, le tribunal administratif de Bastia décida de rendre le point au SC Bastia, estimant que rien ne prouvait l'origine des insultes entendues par Boubacar Kébé. Comme pour l'affaire Pascal Chimbonda, personne ne fut condamné, remettant en cause les accusations de racisme portées envers le club bastiais.
Le 14 octobre 2010, la cour d'appel de Marseille décide que la décision initiale a finalement été jugée « justifiée ». Le club de Bastia est condamné à verser 3 000 euros à la FFF.